# Черкасский (Ростовская область)
Черка́сский — хутор в Цимлянском районе Ростовской области России. Входит в состав Маркинского сельского поселения.

## Топоним
До 1950 года хутор носил название Будняк.

## География
Хутор расположен на правом берегу реки Россошь, на административной границе с Волгоградской областью.

### Уличная сеть
В Черкасском 3 улицы:
- Степная улица
- Центральная улица
- Школьная улица

## Население
| 2010 | 2019 |
| ---- | ---- |
| 213  | ↗225 |

## Инфраструктура
Имеется начальная школа.
Личное подсобное хозяйство с зоной сельскохозяйственного использования, индивидуальная застройка усадебного типа.

## Транспорт
Остановка общественного транспорта «Черкасский» расположена в центре хутора.
В 14 км к северо-западу от хутора расположена станция Кумшалек Северо-Кавказской железной дороги.